# Silvana Rossi
Silvana Rossi Gallerani (17 de febrero de 1954) es una bailarina, cantante y actriz chilena de teatro y televisión.
Estudió en el Colegio Institución Teresiana de Santiago y en la Universidad de Chile.
Debutó en el programa de Televisión Nacional de Chile Música libre, en 1974; también hizo de modelo en Dingolondango en 1976 y en Sábados Gigantes en 1978.
Participó en diversas teleseries en la década de 1980 en Chile, entre ellas Bellas y audaces que fue transmitida en 1988, con el personaje Jaqueline "Jackie" Fox.
Es tía paterna del actor Giordano Rossi. 

## Televisión
| Año  | Título                   | Rol               | Canal       |
| ---- | ------------------------ | ----------------- | ----------- |
| 1974 | Música libre             | Bailarina         | TVN         |
| 1976 | Dingolondango            | Modelo            | TVN         |
| 1978 | Sábados Gigantes         | Modelo            | Canal 13    |
| 1979 | Teatro... y en el teatro | Varios personajes | Canal 9     |
| 1981 | El teatro de José Vilar  | Varios personajes | TVN         |
| 1985 | Festival de la una       | Invitada          | TVN         |
| 1986 | Ángel malo               | Elisa             | Canal 13    |
| 1987 | La última cruz           | Mónica            | Canal 13    |
| 1988 | Bellas y audaces         | Jackie Fox        | TVN         |
| 1994 | Buenos días a todos      | Invitada          | TVN         |
| 1996 | Hablemos de...           | Invitada          | TVN         |
| 1996 | Teatro en Canal 13       | Varios personajes | Canal 13    |
| 2007 | Teatro en Chilevisión    | Varios personajes | Chilevisión |